# Al-Ma’iszijja
Al-Ma’iszijja – wieś w Syrii, w muhafazie Dajr az-Zaur. W 2004 roku liczyła 2580 mieszkańców.